# Homalopoma draperi
Homalopoma draperi är en snäckart som beskrevs av J. H. McLean 1984. Homalopoma draperi ingår i släktet Homalopoma och familjen turbinsnäckor. Inga underarter finns listade i Catalogue of Life.